# فيك إميري
فيك إميري (24 ديسمبر 1920 بسيدني في أستراليا - 14 فبراير 2005) (بالإنجليزية: Vic Emery)‏ هو لاعب كريكت أسترالي.

## وصلات خارجية
- فيك إميري على موقع إي آس بي آن كريك إنفو (الإنجليزية)